# VK 30.01 (P)
Panzerkampfwagen IV «Леопард» — проект німецького середнього танка, який розроблявся Фердинандом Порше в роки Другої світової війни. Серійно не випускався.

## Історія розробки
Новий танк доктора Порше вирізнявся декількома нестандартними навіть на сьогоднішній день технічними рішеннями.
У передній частині корпусу, окрім елементів трансмісії, розташовувалися органи управління, а також місця механіка-водія (ліворуч) і стрілка-радиста (праворуч). Середню частину корпусу займало бойове відділення, на даху якого планували встановити тримісну вежу з 88-мм гарматою і 7,92-мм кулеметом.
Як головну силову установку використовували два 10-циліндрових двигуна V-10 повітряного охолодження, розміщених у кормовій частині корпусу. Кожен двигун розвивав максимальну потужність 210 к.с. при 2500 об\хв. і працював на окремий генератор, який передавав потужність на два електромотора в передній частині корпусу, а звідти, за допомогою планетарних передач, на провідні колеса. Додатково електромотори забезпечувалися фрикційними передачами. Управлявся танк через електричну систему.
До складу ходової частини, відповідно на кожен борт, включалося по 6 здвоєних опорних котків діаметром 700 мм, оснащених гумовими бандажами. Котки блокувалися попарно в візки, які підвішувалися на поздовжніх торсионах. З метою економії місця, самі торсіони розміщувалися не впоперек, а вздовж корпусу за його межами. Верхня гілка гусениці підтримувалася чотирма гумованими роликами. Провідні колеса знаходилися спереду, направляючі — ззаду. Гусениця складалася з великих ланок, моделі Kgs 63/500/150, яка мала ширину трака 500 мм і кроком 160 мм. Особливо гостро стояло питання озброєння танка. Проведені 26 травня 1941 року досвідчені стрільби показали, що більшою бронебійністю володіють 100-мм гармати, які на дистанції до 1000 метрів могли ефективно вражати броню товщиною до 140 мм. Водночас, більш легкі 88-мм артсистеми на тій же дистанції пробивали броню товщиною 87 мм, встановлену під нахилом 30 °. В обох випадках результати були визнані більш ніж задовільними, але для установки на VK30.01 (P) була обрана 88-мм гармата 8,8 cm KwK L / 56, в номенклатуру боєприпасів якої входили як бронебійні, так і уламково-фугасні боєприпаси. Дане рішення прийнято на нараді 2 квітня 1941 року. І незабаром фірма Krupp почала будівництво дерев'яного макета башти. Проте, до 10 квітня все ж підготували варіант зі 105-мм зброєю, а варіант з 88-мм гарматою у вигляді креслень підготували лише 18 квітня. Затвердження цього проєкту відбулося 24 квітня. Того ж дня фірма Krupp відправила на адресу Nibelungenwerke листа, в якому фіксувалося завдання з виготовлення шести башт і трьох бронекорпусів за отриманими кресленнями. Там таки обговорювалися й ціни. За виготовлення та проєктування башт фірма Krupp запросила 110.000 марок, корпус збільшеної висоти (Hochgezogene Wanne) оцінювався в 75.000 марок, дерев'яний макет башти 5.000 марок. Поставку корпусів передбачалося здійснити до листопада 1941 року. Історія з макетом башти з'явилася не просто так. На нараді 2 травня у Штутгарт-Цуффунхаузені, де були присутні Порше, Рабе, Реймшпісс, а також інші фахівці від фірми Porsche і Герлейн від фірми Krupp, проєкт башти доопрацювали. У доповідній записці, складеній Герлейном, зазначали такі моменти:
- змінити підбаштове кільце;
- вентиляцію башти слід проводити з використанням повітря, яке надходить для охолодження двигуна, або використовувати для вентилювання самі двигуни;
- для евакуації механіка-водія і радиста належало змінити розташування башти, щоб вона не перекривала верхні люки;
- необхідно посилити конструкцію даху корпусу в районі башти, оскільки пристрій для викиду стріляних гільз (розташований на підлозі бойового відділення) не дозволяв обперти її на днище корпусу;
- електрообладнання башти виконувалося за типом танка Pz.Kpfw. IV з додаванням переговорних і сигнальних пристроїв, а також 12-вольтного освітлення.

Хоча представники обох фірм домовилися про своєчасну передачу креслень, Krupp виконати цю умову не змогла.
Контракт на поставку трьох бронекорпусів для танка Krupp підписала 6 травня 1941 року. Однак при цьому висунуто умову, що замовлення буде виконано не пізніше, ніж через 7 місяців. Таким чином, перший корпус міг бути поставлений не раніше листопада 1941 року, другий — у грудні, третій — у січні 1942 року. Крім того, замовлення на окремі комплектуючі довелося розмістити на фірмі Nibelungenwerke.
Вже 19 травня доктор Порше занепокоївся з цього питання, через що подальші роботи над VK30.01 (P) довелося призупинити. Першу башту планувалося поставити на збірку у листопаді 1941 року, а решту — в січні 1942 року. Єдиним елементом, який вдалося поставити в термін, був макет башти, який виготовили до 20 травня і відправили потягом до Сент-Валентина 24 травня.
Бачачи, що збірка надто гальмується, доктор Порше звернувся до фірми Eisenwerke Oberdonau з проханням про виготовлення корпуса зі звичайної конструкційної сталі, щоб якомога швидше приступити до випробувань ходової частини і трансмісії. Збірка таких корпусів (Probewanne) почалася у травні, а зварювання завершено в червні. До 7 липня фірма Steyr виготовила перший двигун V-10. Його перевезли до Штутгарту, де з 14 червня почалися стендові випробування. Другий мотор доставили 30 липня, після чого обидва мотори відправили на завод Nibelungenwerke. Завершити складання прототипу VK30.01 (P) з конструкційної сталі вдалося тільки в жовтні 1941 року, а випробування танка проводилися до травня 1942 року. Унаслідок численних затримок, подальші роботи по цій машині припинили. На зміну їй прийшов танк VK 45.01 (P) — прототип майбутнього «Tiger Porsche». Проте, випробування VK 30.01 (P) були обнадійливими. Думка доктора Порше щодо раціональності використання електричної трансмісії на важких танках повністю підтвердилася, хоча сама система працювала поки не дуже надійно. Проєктне бронювання корпусу розцінили як задовільне, проте після зустрічей на Східному фронті з радянськими КВ вирішили посилити броню у лобовій і бортовій проєкціях. Ходова частина також проявила себе з позитивного боку. Водночас, не вдалося провести вогневі випробування, оскільки прототип оснастили лише ваговим макетом башти без озброєння.

## Опис конструкції

### Двигун, трансмісія і ходова частина
Гітлер симпатизував Порше, відзначаючи в ньому «дитячу душу», і вважав його генієм, який, однак, не надто дбав про технології виробництва, тактику бойового застосування або вже, тим більше, — про економіку воєнного часу і пов'язаних з нею технологічних обмеженнях, як, наприклад, брак деяких матеріалів. Фюрер завжди надавав перевагу виробам Порше, що породжувало складності для командування сухопутними військами Німеччини — генерали дивилися на продукцію фірми Nibelungenwerke більш реалістично. Так було і у випадку з VK3001 (P). Порше придумав революційну конструкцію, абсолютно не типову для танка. На VK3001 (P) стояла електромеханічна трансмісія, яка ніколи раніше не використовувалася на сухопутній техніці і була звичайною для підводних човнів.
Два 10-циліндрових двигуни Simmering-Graz-Pauker тип 100 повітряного охолодження потужністю по 210 к.с. кожен приводили в дію по електрогенератору. Електрогенератори живили електромотори, які обертали провідні колеса. Ходова частина включала по три пари опорних котків, об'єднаних з кожного борту у три візки. Кожен візок мав незалежну підвіску. Верхню гілку гусениці підтримували три ролика з кожного борту. Провідні колеса — переднього розташування. Електропривід у теорії надавав танку перевагу у маневруванні, оскільки час перехідних процесів в електродвигуні незрівнянно менший за час перемикання механічних передач. Конструктивно електромеханічна конструкція також простіша — відсутній довгий з'єднувальний вал між двигуном і трансмісією, який проходить майже по всій довжині корпусу, займаючи досить значний обсяг бойового відділення. Опорні котки підвішувались на візках на торсіонах, причому торсіони розташовувалися паралельно поздовжньої осі танка. Таке конструктивне рішення також працювало на збереження корисного об'єму корпусу, водночас різко ускладнюючи конструкцію ходової частини — потрібно перетворювати механічним шляхом переміщення опорного котка в закрутку торсіона. Все це дозволило «Тигру» розвинути революційну для того часу швидкість — 60 км/г.

### Башта й озброєння
Озброєння від початку складалося з модифікованої башти танка PzKpfw IV, в яку можна було поставити 75-мм гармату з довжиною ствола 24 калібру або 105-мм гаубицю з довжиною ствола 28 калібрів. Вже на стадії будівництва прототипу Порше зважився на радикальну заміну озброєння на користь потужної довгоствольної гармати калібру 88 мм (довжина ствола 56 калібрів), або навіть 105 мм (довжина ствола 52 калібру) знаряддя. Також планувалося встановити 7,92 мм кулемет MG-34.
У квітні 1941 року замовлено два прототипи шасі і шість серійних башт із 88-мм гарматами. Фірма Krupp башти вчасно не виготовила. Шасі Порше випробовувалися з бетонними болванками замість башт. Вони надійшли аж роком пізніше і встановлені на важкі танки VK4501 (P).

### Недоліки конструкції
До недоліків конструкції можна віднести те, що торсіони часто ламалися при русі по перехресній місцевості, не витримуючи різких коливань опорних котків, постійно ламалися силова установка і незвичайна ходова частина, а також витрата палива була дуже великою — за 100 км маршу по шосе двигуни спалювали 770 літрів бензину.

## Доля проєкту
Після закінчення випробувань у 1942 році, обидва прототипи знищені.

## VK3001 (P) у комп'ютерних іграх
VK3001 (P) використаний у популярній грі «World of Tanks», а також у ММО-грі для Android-платформ «World of Tanks Blitz», які виробляє білоруська компанія Wargaming.net, як важкий танк 6-го рівня.